# تشارلي كراوز
تشارلي كراوز (بالإنجليزية: Charlie Krause)‏ هو لاعب كرة قاعدة أمريكي، ولد في 2 أكتوبر 1873 في ديترويت في الولايات المتحدة، وتوفي في 30 مارس 1948.

## وصلات خارجية
- تشارلي كراوز على موقعبيزبول رفرنس.كوم (الدوري الرئيسي) (الإنجليزية)
- تشارلي كراوز على موقعبيزبول رفرنس.كوم (الدوري الثانوي) (الإنجليزية)